# باغ شوکت‌آباد

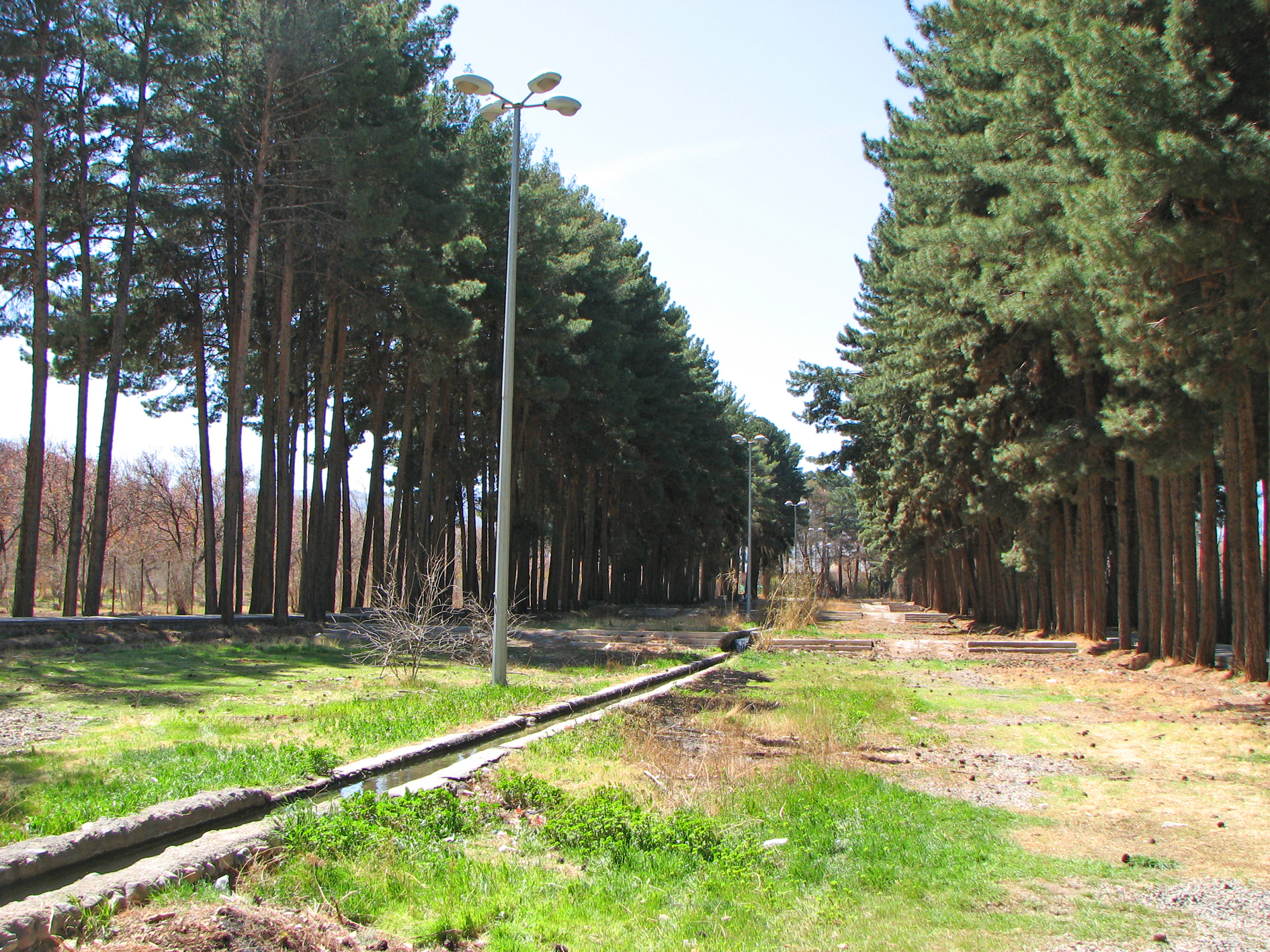
تصویری از باغ شوکت‌آباد

باغ شوکت‌آباد در ۵ کیلومتری شرق بیرجند، در روستای شوکت‌آباد و در مسیر جاده بیرجند-زاهدان واقع شده‌است. در مقابل این باغ دانشگاه بیرجند قرار دارد. این باغ با نام «باغ شوکت‌آباد و مستحدثات آن» در تاریخ ۲۳ مرداد ۱۳۷۸ با شمارهٔ ثبت ۲۳۶۳ به‌عنوان یکی از آثار ملی ایران به ثبت رسیده است.

## ویژگی ها
باغ بزرگ و میوه دار شوکت‌آباد و عمارت زیبای وسط آن که هنرمندی معماران دوره قاجاریه را نشان می‌دهد در ۵ کیلومتری شرق بیرجند قرار دارد. از نظر معماری فضاهای احداث شده در باغ و عمارت شوکت‌آباد دارای ویژگی‌های خاصی هستند که در دیگر نمونه‌های مشابه آن کمتر می‌توان یافت به‌طوری‌که فضاسازی در این باغ با هماهنگی خاصی انجام پذیرفته‌است که بیانگر وجود طرح و نقشه از فبل تعیین شده برای ساخت بنا می‌باشد. این مجموعه نیز همانند سایر مجموعه‌ها شامل بخش‌های متعددی است که هر بخش تزئینات خاص خود را دارد، از جمله حوضخانه که دارای بیشترین ویژگی‌های معماری و تزئینی است. این قسمت دارای گنبدی بزرگ است که در مرکز آن یک کلاه فرنگی با پنجره‌هایی که از طریق آن بخشی از نور حوضخانه تأمین شده تعبیه شده. از دیگر فضاهای مهم تشکیل‌دهنده این مجموعه می‌توان به اندرونی یا محل خصوصی خانواده حاکم اشاره کرد. این بخش که در جنوبی‌ترین قسمت مجموعه قرار گرفته از لحاظ معماری و طرح شباهت فراوانی به خانه‌های مسکونی واقع در بافت قدیم بیرجند دارد. از مهم‌ترین تزئینات این عمارت می‌توان به قاب‌های گچی ایوان اندرونی، رخبام‌های تزئینی و طاق‌نماهای اطراف حوضخانه اشاره کرد. در مجموع بناهای احداث شده به صورت متراکم بوده و در جبهه جنوبی مخصوص حاکم و خانواده او بوده‌است که بعضی از فضاهای داخلی جهت تشریفات و پذیرایی از میهمانان مورد استفاده قرار می‌گرفته‌است. بخش گسترده‌ای از باغ دارای درختان مختلف میوه و تزئینی می‌باشد. همچنین بعضی از فضاهای ایجاد شده در گوشه‌های عمارت اصلی الحاقی می‌باشد که بعدها به فراخور نیاز به آن اضافه شده‌است. همچنین روش معماری بکار رفته در احداث این عمارت به صورت طاق و تویزه بوده و گهواره‌ای بودن سقف بعضی از اتاق‌ها حاکی از روش معماری ناحیه گرم و خشک است. به‌طور کلی عمارت احداث شده در جبهه جنوبی باغ شوکت‌آباد به صورت طولی و شرقی - غربی است که به لحاظ فرم نیز یکنواخت می‌باشد.
علاوه بر آن فرم بخشی در این عمارت نیز رعایت شده‌است به‌طوری‌که میانه عمارت در نمای بیرونی از قسمت اصلی بیرون آمده و هشت ضلعی زیبایی را در نما به وجود آورده‌است و این شکل هندسی نیز در گوشه‌های اصلی این هشت ضلعی دوباره تکرار شده‌است.